# Žofín (Pohorská Ves)
Žofín (něm. Sofienschloss) je osada ležící v katastrálním území Pivonice u Pohorské Vsi v Novohradských horách. Vznikla původně jako hospodářské zázemí loveckého zámku Žofín. Stála na jihovýchod od zámečku a po správní stránce spadala pod Pohorskou Ves.

## Historie

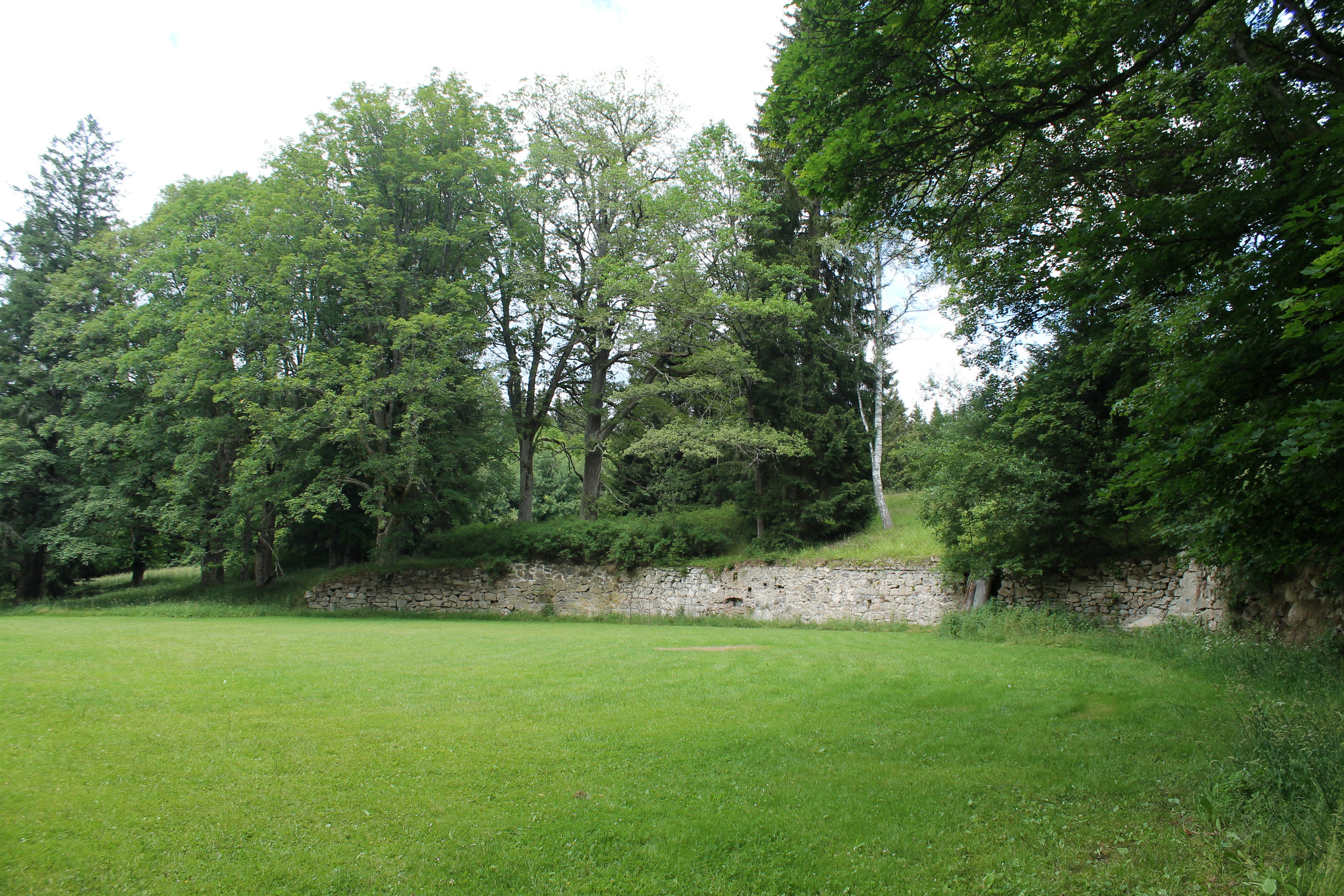
Prostor bývalého zámečku

V roce 1852 byl uprostřed obory vystavěn Janem Jiřím Buquoyem lovecký zámeček a v následujících letech docházelo na jihovýchod od něj k postupné výstavbě jeho hospodářského zázemí, základů dnešní osady. Jedním z prvních domů byl obdélný patrový dům z roku 1862, který obýval fořt (lesník) s titulem Reitförster, mající na starosti koně a dopravu panstva na zámeček. Na východě jej doplňovala stodola a kousek od ní kůlna pro vůz a stelivo. Mezi tímto domem a zámečkem stála původně hájovna, po požáru v roce 1887 však musela být stržena a na jejím místě vyrostl jednopatrový obytný dům. Všechny domy byly stylově sjednocené se zámečkem.
Později vyrostly na jihu areálu další dvě budovy a ze záznamů víme, že zde na konci 19. století žilo asi 70 lidí. V Chytilově místopisu je Žofín označen jako skupina chalup. Dá se říci, že minimálně ještě jedna budova zde byla vystavěna za první republiky.

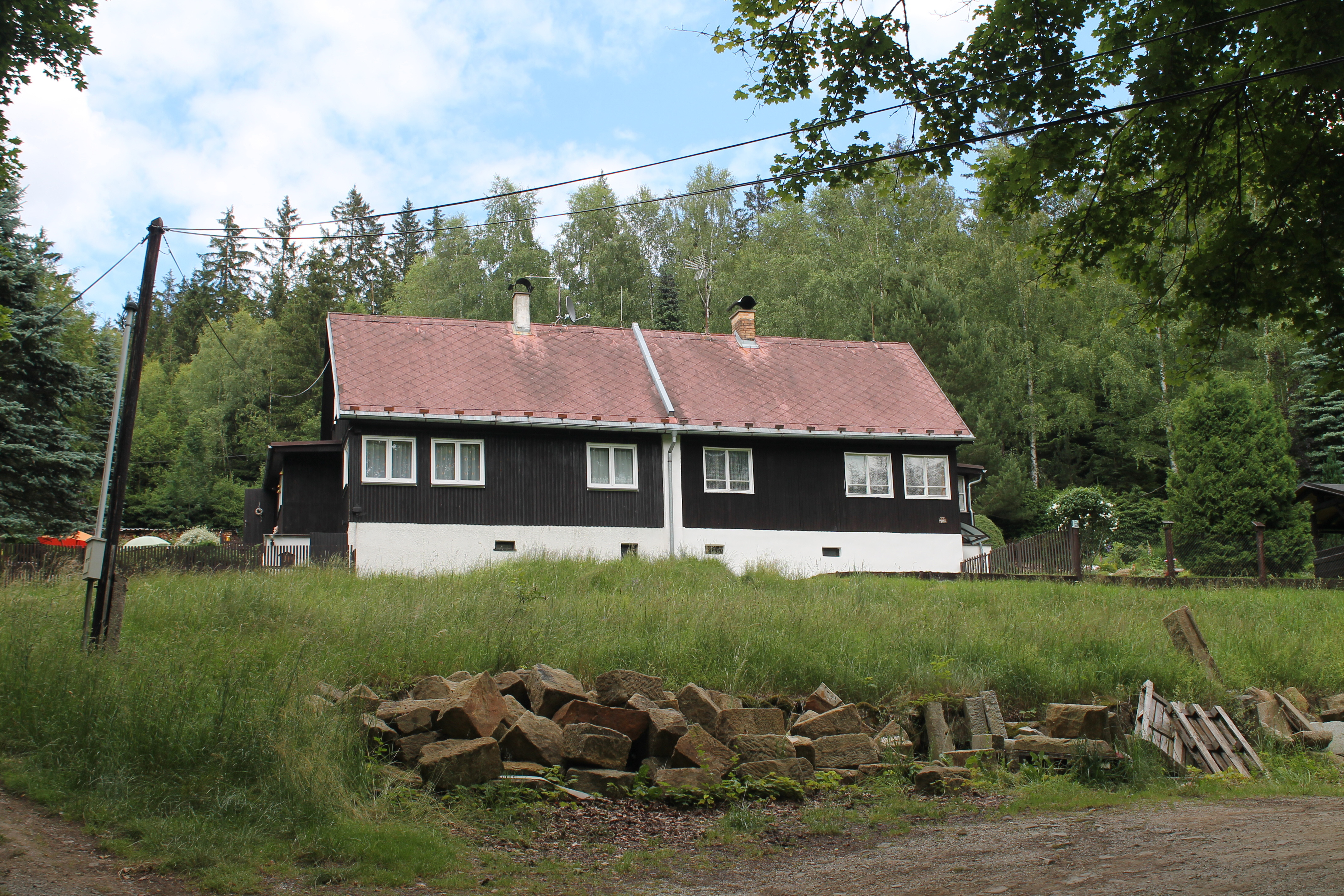
Dvojdům v osadě Žofín

V 50. letech 20. století po zřízení hraničního pásma byla osada opuštěna a využívána pohraniční stráží. Stav budov se rapidně zhoršoval, ovšem nakonec byl zbořen pouze zámeček. Po sametové revoluci však musely být některé budovy pro svůj havarijní stav strženy. Ostatní stavby musely být od základů zrekonstruovány, některé znovu postaveny. Tato celková rekonstrukce skončila v červenci 2007 a dnes stavby slouží k rekreaci. Dvě budovy jsou soukromými objekty, zbytek využívá zdejší penzion.

## Dostupnost
Přes osadu vedou cyklotrasy 34 a Greenway RD.